# Bahnhof Frankfurt (Main) Hauptwache
Der Bahnhof Frankfurt (Main) Hauptwache ist eine kombinierte S-Bahn- und doppelstöckige U-Bahn-Station in Frankfurt am Main und mit 96.000 Fahrgästen pro Tag der drittgrößte Schnellbahnknoten der Stadt sowie ein bedeutender Knotenpunkt des Zugverkehrs im Rhein-Main-Gebiet. Neben den S-Bahn-Linien S1–S6 und S8/S9 halten hier auch die U-Bahn-Linien U1–U3 und U6–U8. Der Bahnhof ist benannt nach der gleichnamigen ehemaligen Stadtwache.

## Geschichte

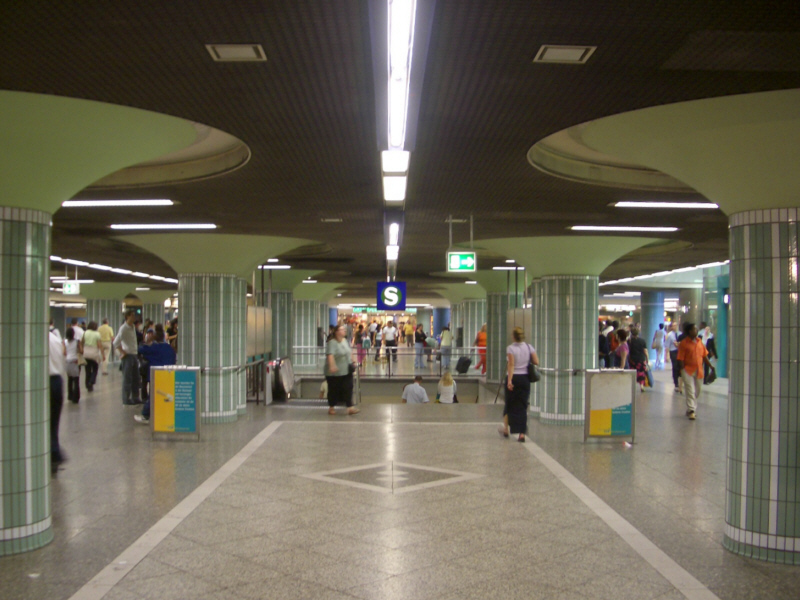
Einkaufspassage, Zugang zum S-Bahnhof
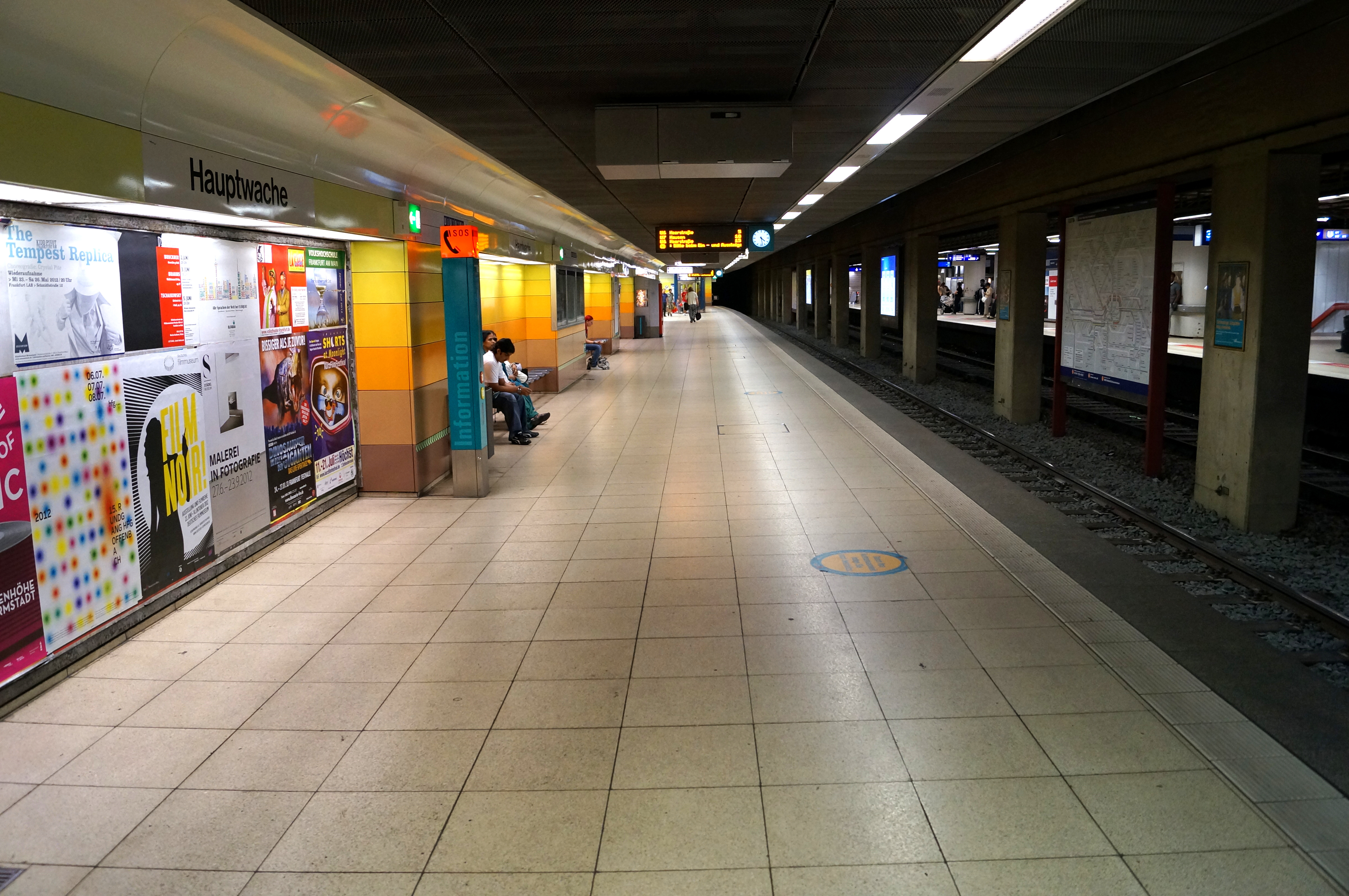
Bahnsteig des U-Bahnhofs, von dem die Züge der C-Strecke verkehren

Im Jahr 1961 beschloss die Stadtverordnetenversammlung Frankfurts den Bau eines U-Bahn-Netzes. Die Anbindung einer neuen Großsiedlung – der Nordweststadt – an das Stadtzentrum war der Hintergrund für die Streckenführung der ersten U-Bahn-Linie. 1963 begannen die Bauarbeiten nahe der heutigen Station Miquel-/Adickesallee/Polizeipräsidium (heute ist dort der Grundstein zu finden). Der erste Abschnitt der U-Bahn, die A-Strecke, konnte 1968 eröffnet werden. Sie führte von der heutigen Station Nordwestzentrum zur Hauptwache. 1971 folgte der Abschnitt bis Ginnheim. Zwei Jahre später wurde die Strecke zum U-Bahnhof Theaterplatz, heute Willy-Brandt-Platz, erweitert, die Hauptwache war damit nicht mehr Endstation. 1978 wurde auf der A-Strecke der Verkehr mit angepassten Straßenbahnwagen des Typs Mt eingestellt, so dass auch bis Oberursel-Hohemark nunmehr ausschließlich Stadtbahnwagen verkehrten. Somit fuhren die Linien U1 bis U3 den Bahnhof an, dazu kam 2010 die ebenfalls auf der A-Strecke verkehrende Linie U8.
Die Entwicklung des S-Bahn-Verkehrs nahm mehr Zeit in Anspruch. Obwohl schon 1962 der Bau eines S-Bahn-Netzes von der Deutschen Bundesbahn beschlossen wurde, konnte es erst 16 Jahre später – am 28. Mai 1978 – dem Verkehr übergeben werden. Für alle damaligen Linien war Hauptwache bis 1983 Endstation. Um ein schnelles Wenden der Züge zu ermöglichen, stieg der neue Triebfahrzeugführer bereits am Hauptbahnhof in den hinteren Führerstand ein, und konnte so nach kurzer Wartezeit den Zug in die Gegenrichtung steuern. Mit der Eröffnung des S-Bahnhofes Konstablerwache 1983 wurde der Bahnhof Hauptwache zum Durchgangsbahnhof.
Am 11. Oktober 1986 wurden die parallel zur S-Bahn angelegten Gleise der U-Bahn-Strecke C in Betrieb genommen. Während an der benachbarten Station Konstablerwache ein Umstieg von der S-Bahn zur U-Bahn am gleichen Bahnsteig möglich ist, hat die innen geführte S-Bahn-Strecke einen eigenen Mittelbahnsteig und die außen geführte U-Bahn-Strecke zwei Außenbahnsteige. 
Straßenbahnen verkehren an der Hauptwache seit 1986 nicht mehr.

## Bedeutung
Der Bahnhof Hauptwache nimmt einen zentralen Platz im öffentlichen Personennahverkehr Frankfurts ein. Durch ihn werden die Zeil, eine von Deutschlands umsatzstärksten Einkaufsstraßen, aber auch große Teile der Innenstadt verkehrsmäßig erschlossen. Dieser Bahnhof gehört zu den meist frequentierten im ganzen Schnellbahnnetz. Auch Personen, die mit dem Nahverkehr in Frankfurt nicht näher vertraut sind, ist Hauptwache ein Begriff. Über direkte Zugänge kann die Zeil sowie ein Galeria-Warenhaus erreicht werden.

## Gleise
| \| \| \| Richtung Taunusanlage \| \| \| \| \| \| \| \| \| \| von Alte Oper \| \| \| \| \| zu Alte Oper \| \| \| \| \| \| \| \| \| \| Hauptwache \| \| \| \| \| \| \| \| \| \| Hauptwache \| \| \| \| \| \| \| \| \| \| \| \| \| \| \| \| \| \| \| \| \| \| \| \| \| Richtung Konstablerwache \| \| |  |                          |                                       |
| |  | Richtung Taunusanlage    |                                       |
| |  |                          |                                       |
| U-Bahn-Strecke von links (im Tunnel) · Kreuzung mit Tunnelstrecke (im Tunnel) · Kreuzung mit Tunnelstrecke (im Tunnel) · U-Bahn-Strecke quer (im Tunnel) |  | von Alte Oper            | von Alte Oper                         |
| U-Bahn-Strecke (im Tunnel) · Abzweig geradeaus und nach halblinks (im Tunnel) · Abzweig geradeaus und nach halbrechts (im Tunnel) · U-Bahn-Strecke von links (im Tunnel) |  | zu Alte Oper             | zu Alte Oper                          |
| U-Bahn-Strecke (im Tunnel) · Abzweig geradeaus und von halblinks (im Tunnel) · Abzweig geradeaus und von halbrechts (im Tunnel) · U-Bahn-Strecke (im Tunnel) |  |                          |                                       |
| U-Bahn-Strecke (im Tunnel) · U-Bahn-Strecke (im Tunnel) |  | Hauptwache               | S1 · S2 · S3 · S4 · S5 · S6 · S8 · S9 |
| U-Bahn-Strecke (im Tunnel) · U-Bahn-Strecke (im Tunnel) |  |                          |                                       |
| |  | Hauptwache               | S6 · S7                               |
| |  |                          |                                       |
| Strecke |  |                          |                                       |
| U-Bahn-Strecke · Überleitstelle / Spurwechsel links · U-Bahn-Strecke |  |                          |                                       |
| U-Bahn-Strecke · Überleitstelle / Spurwechsel rechts · U-Bahn-Strecke |  |                          |                                       |
| |  | Richtung Konstablerwache |                                       |

Von der B-Ebene mit zahlreichen Geschäften gelangt man über Fahrtreppen und Aufzüge zu den Bahnsteigebenen. Auf der C-Ebene liegen zwei Seitenbahnsteige für die U-Bahn-Linien U6 und U7 Richtung Ostbahnhof und Enkheim (Gleis 1) sowie Richtung Praunheim und Hausen (Gleis 4). Am dazwischen liegenden Mittelbahnsteig halten die S-Bahnen Richtung Südbahnhof/Darmstadt/Hanau (Gleis 2) und in die Gegenrichtung Hauptbahnhof/Region (Gleis 3). Auf den beiden Seitenbahnsteigen der D-Ebene verkehren die Züge der Linien U1–U3 und U8 in Richtung Südbahnhof (Gleis 1) und Heddernheim (Gleis 2) (A-Strecke).

## Betrieb
| Linie | Verlauf | Takt |
| ----- | --- | --- |
| S1    | Südbahnhof – Schweizer Platz – Willy-Brandt-Platz – Hauptwache – Eschenheimer Tor – Grüneburgweg – Holzhausenstraße – Miquel-/Adickesallee – Dornbusch – Fritz-Tarnow-Straße – Hügelstraße – Lindenbaum – Weißer Stein – Heddernheim – Zeilweg – Heddernheimer Landstraße – Nordwestzentrum – Römerstadt – Ginnheim/Niddapark – Ginnheim Mitte | 10 min (werktags) 15 min (sonn-/feiertags)                                                                                |
| S2    | Südbahnhof – Schweizer Platz – Willy-Brandt-Platz – Hauptwache – Eschenheimer Tor – Grüneburgweg – Holzhausenstraße – Miquel-/Adickesallee – Dornbusch – Fritz-Tarnow-Straße – Hügelstraße – Lindenbaum – Weißer Stein – Heddernheim – Sandelmühle – Riedwiese/Mertonviertel – Kalbach – Bonames Mitte – Nieder-Eschbach – Ober-Eschbach – Bad Homburg-Gonzenheim | 10 min (Südbf–Nieder-Eschb. werktags) 10/20 min (Nieder-Eschb.–Gonzenh. werktags) 5/10 min (HVZ) 15 min (sonn-/feiertags) |
| S3    | Südbahnhof – Schweizer Platz – Willy-Brandt-Platz – Hauptwache – Eschenheimer Tor – Grüneburgweg – Holzhausenstraße – Miquel-/Adickesallee – Dornbusch – Fritz-Tarnow-Straße – Hügelstraße – Lindenbaum – Weißer Stein – Heddernheim – Zeilweg – Wiesenau – Niederursel – Weißkirchen Ost – Bommersheim – Oberursel Bahnhof – Oberursel Stadtmitte – Oberursel Altstadt – Oberstedter Straße – Glöcknerwiese – Kupferhammer – Rosengärtchen – Waldlust – Oberursel-Hohemark | 15 min (werktags) 30 min (sonn-/feiertags)                                                                                |
| S6    | Hausen – Große Nelkenstraße – Industriehof – Kirchplatz – Leipziger Straße – Bockenheimer Warte – Westend – Alte Oper – Hauptwache – Konstablerwache – Zoo – Ostbahnhof | 10 min 7/8 min (HVZ) |
| S7    | Praunheim Heerstraße – Friedhof Westhausen – Stephan-Heise-Straße – Hausener Weg – Fischstein – Industriehof – Kirchplatz – Leipziger Straße – Bockenheimer Warte – Westend – Alte Oper – Hauptwache – Konstablerwache – Zoo – Habsburgerallee – Parlamentsplatz – Eissporthalle/Festplatz – Johanna-Tesch-Platz – Schäfflestraße – Gwinnerstraße – Kruppstraße – Hessen-Center – Enkheim                                                                                   | 10 min 7/8 min (HVZ) |
| S8    | Südbahnhof – Schweizer Platz – Willy-Brandt-Platz – Hauptwache – Eschenheimer Tor – Grüneburgweg – Holzhausenstraße – Miquel-/Adickesallee – Dornbusch – Fritz-Tarnow-Straße – Hügelstraße – Lindenbaum – Weißer Stein – Heddernheim – Zeilweg – Wiesenau – Niederursel – Uni-Campus Riedberg – Riedberg | 15 min 10 min (HVZ) |

| Linie                    | Verlauf | Takt |
| ------------------------ | --- | --- |
| S1                       | Wiesbaden Hbf – Wiesbaden Ost – Mainz-Kastel – Hochheim (Main) – Flörsheim (Main) – Eddersheim – Hattersheim (Main) – Frankfurt-Sindlingen – Frankfurt-Höchst Farbwerke – Frankfurt-Höchst – Frankfurt-Nied – Frankfurt-Griesheim – Frankfurt (Main) Hbf tief – Frankfurt (Main) Taunusanlage – Frankfurt (Main) Hauptwache – Frankfurt (Main) Konstablerwache – Frankfurt (Main) Ostendstraße – Frankfurt (Main) Mühlberg – Offenbach-Kaiserlei – Offenbach Ledermuseum – Offenbach Marktplatz – Offenbach (Main) Ost – Offenbach-Bieber – Offenbach-Waldhof – Obertshausen – Rodgau-Weiskirchen – Rodgau-Hainhausen – Rodgau-Jügesheim – Rodgau-Dudenhofen – Rodgau-Nieder-Roden – Rodgau-Rollwald – Rödermark-Ober Roden                              | 30 min 15 min (Hochheim–Rödermark zur HVZ und Flörsheim–Offenbach Ost werktags tagsüber) |
| S2                       | Niedernhausen (Taunus) – Niederjosbach – Bremthal – Eppstein – Lorsbach – Hofheim (Taunus) – Kriftel – Frankfurt-Zeilsheim – Frankfurt-Höchst Farbwerke – Frankfurt-Höchst – Frankfurt-Nied – Frankfurt-Griesheim – Frankfurt (Main) Hbf tief – Frankfurt (Main) Taunusanlage – Frankfurt (Main) Hauptwache – Frankfurt (Main) Konstablerwache – Frankfurt (Main) Ostendstraße – Frankfurt (Main) Mühlberg – Offenbach-Kaiserlei – Offenbach Ledermuseum – Offenbach Marktplatz – Offenbach (Main) Ost – Offenbach-Bieber – Heusenstamm – Dietzenbach-Steinberg – Dietzenbach Mitte – Dietzenbach Bhf | 30 min 15 min (zur HVZ) |
| S3                       | Bad Soden (Taunus) – Sulzbach (Taunus) Nord – Schwalbach a Ts (Limes) – Schwalbach a Ts (Limes) Nord – Niederhöchstadt – Eschborn – Eschborn Süd – Frankfurt-Rödelheim – Frankfurt (Main) West – Frankfurt am Main Messe – Frankfurt (Main) Galluswarte – Frankfurt (Main) Hbf tief – Frankfurt (Main) Taunusanlage – Frankfurt (Main) Hauptwache – Frankfurt (Main) Konstablerwache – Frankfurt (Main) Ostendstraße – Frankfurt (Main) Lokalbahnhof – Frankfurt (Main) Süd | 30 min |
| S4                       | Kronberg (Taunus) – Kronberg Süd – Niederhöchstadt – Eschborn – Eschborn Süd – Frankfurt-Rödelheim – Frankfurt (Main) West – Frankfurt am Main Messe – Frankfurt (Main) Galluswarte – Frankfurt (Main) Hbf tief – Frankfurt (Main) Taunusanlage – Frankfurt (Main) Hauptwache – Frankfurt (Main) Konstablerwache – Frankfurt (Main) Ostendstraße – Frankfurt (Main) Lokalbahnhof – Frankfurt (Main) Süd | 30 min |
| S5                       | Friedrichsdorf (Taunus) – Seulberg – Bad Homburg – Oberursel (Taunus) – Oberursel-Stierstadt – Oberursel-Weißkirchen/Steinbach – Frankfurt-Rödelheim – Frankfurt (Main) West – Frankfurt am Main Messe – Frankfurt (Main) Galluswarte – Frankfurt (Main) Hbf tief – Frankfurt (Main) Taunusanlage – Frankfurt (Main) Hauptwache – Frankfurt (Main) Konstablerwache – Frankfurt (Main) Ostendstraße – Frankfurt (Main) Lokalbahnhof – Frankfurt (Main) Süd | 30 min 15 min (Bad Homburg–Frankfurt Süd werktags) |
| S6                       | (Friedberg (Hess) – Bruchenbrücken – Nieder-Wöllstadt – Okarben –) Groß Karben – Dortelweil – Bad Vilbel – Bad Vilbel Süd – Frankfurt-Berkersheim – Frankfurt-Frankfurter Berg – Frankfurt-Eschersheim – Frankfurt-Ginnheim – Frankfurt (Main) West – Frankfurt am Main Messe – Frankfurt (Main) Galluswarte – Frankfurt (Main) Hbf tief – Frankfurt (Main) Taunusanlage – Frankfurt (Main) Hauptwache – Frankfurt (Main) Konstablerwache – Frankfurt (Main) Ostendstraße – Frankfurt (Main) Lokalbahnhof – Frankfurt (Main) Süd – Frankfurt (Main) Stresemannallee – Frankfurt-Louisa – Neu-Isenburg – Dreieich-Buchschlag – Langen Flugsicherung – Langen (Hess) (– Egelsbach – Erzhausen – Darmstadt-Wixhausen – Darmstadt-Arheilgen – Darmstadt Hbf) | 15 min (Groß Karben–Langen montags–freitags, Bad Vilbel–Langen samstags, Bad Vilbel–Frankfurt Süd sonn-/feiertags) 30 min (Friedberg–Groß Karben montags–freitags, Friedberg–Bad Vilbel samstags, sonn-/feiertags und Langen–Darmstadt werktags, Frankfurt Süd–Darmstadt sonn-/feiertags) |
| S8                       | Wiesbaden Hbf – Wiesbaden Ost – Mainz Nord – Mainz Hbf – Mainz Römisches Theater – Mainz-Gustavsburg – Mainz-Bischofsheim – Rüsselsheim Opelwerk – Rüsselsheim – Raunheim – Kelsterbach – Frankfurt am Main Flughafen Regionalbahnhof – Frankfurt (Main) Gateway Gardens – Frankfurt am Main Stadion – Frankfurt-Niederrad – (Frankfurt (Main) Hbf /) (nur HVZ) Frankfurt (Main) Hbf tief – Frankfurt (Main) Taunusanlage – Frankfurt (Main) Hauptwache – Frankfurt (Main) Konstablerwache – Frankfurt (Main) Ostendstraße – Frankfurt (Main) Mühlberg – Offenbach-Kaiserlei – Offenbach Ledermuseum – Offenbach Marktplatz – Offenbach (Main) Ost (– Mühlheim (Main) – Mühlheim (Main) Dietesheim – Steinheim (Main) – Hanau Hbf) (nur HVZ)             | 30 min 10/20 min (Kelsterbach–Frankfurt Hbf zur HVZ) |
| S9                       | Wiesbaden Hbf – Wiesbaden Ost – Mainz-Kastel – Mainz-Bischofsheim – Rüsselsheim Opelwerk – Rüsselsheim – Raunheim – Kelsterbach – Frankfurt am Main Flughafen Regionalbahnhof – Frankfurt (Main) Gateway Gardens – Frankfurt am Main Stadion – Frankfurt-Niederrad – Frankfurt (Main) Hbf tief – Frankfurt (Main) Taunusanlage – Frankfurt (Main) Hauptwache – Frankfurt (Main) Konstablerwache – Frankfurt (Main) Ostendstraße – Frankfurt (Main) Mühlberg – Offenbach-Kaiserlei – Offenbach Ledermuseum – Offenbach Marktplatz – Offenbach (Main) Ost – Mühlheim (Main) – Mühlheim (Main) Dietesheim – Steinheim (Main) – Hanau Hbf | 30 min |
| Stand: 15. Dezember 2024 | | |